# Alekszejevszkojei járás

Az Alekszejevszkojei járás Tatárföldön

Az Alekszejevszkojei járás (oroszul Алексеевский район, tatárul Алексеевск районы) Oroszország egyik járása Tatárföldön. Székhelye Alekszejevszkoje.

## Népesség
| Lakosok száma | 26 207 | 26 200 | 25 973 | 26 025 | 26 236 | 26 103 | 26 107 | 25 932 | 25 546 | 24 924 |
|               | 2002   | 2004   | 2006   | 2008   | 2010   | 2012   | 2014   | 2016   | 2018   | 2021   |

- 1989-ben 24 309 lakosa volt.
- 2002-ben 26 207 lakosa volt.
- 2010-ben 26 236 lakosa volt, melyből 15 365 orosz, 7 997 tatár, 1 645 csuvas, 784 mordvin, 58 ukrán, 25 baskír, 19 mari, 8 udmurt.